# (2736) Ops
(2736) Ops – planetoida z pasa głównego asteroid okrążająca Słońce w ciągu 3 lat i 172 dni w średniej odległości 2,29 j.a. Została odkryta 23 lipca 1979 roku w Lowell Observatory (Anderson Mesa Station) przez Edwarda Bowella. Nazwa planetoidy pochodzi od Ops, bogini płodności i zamożności w mitologii rzymskiej. Przed nadaniem nazwy planetoida nosiła oznaczenie tymczasowe (2736) 1979 OC.